# Adolf Schmal
Adolf Schmal (Dortmund, 18 de setembro de 1872 – Salzburgo, 28 de agosto de 1919) foi um esgrimista austríaco e ciclista. Ele competiu nos Jogos Olímpicos de Verão de 1896 em Atenas.
Schmal competiu nos 333 metros, 10 km, 100 km, e na corrida de 12 horas no ciclismo. Seu melhor resultado foi na corrida de 12 horas, onde percorreu 314.997 km, no tempo disponível para distanciar do outro único finalista por uma volta da pista (Frank Keeping abrangido 314.664 km). Schmal também se deu bem no 333 metros ea 10 quilômetros, terminando em terceiro lugar em cada corrida. Ele inicialmente empatou com Stamatios Nikolopoulos na corrida mais curta, tanto a segunda colocação com um tempo de 26,0 segundos. Isto levou a uma corrida-off entre os dois, que Schmal perdeu por 1,2 segundos, ele terminou em 26,6 segundos. Ele estava entre os sete ciclistas que não tinham concluído a 100 km.
Schmal também competiu no evento sabre do torneio de esgrima. Ele não se saiu bem, derrotando Georgios Iatridis enquanto só perdendo para Ioannis Georgiadis, Telemachos Karakalos e Holger Nielsen para o quarto lugar em cinco.
O filho de Schmal, Adolf Schmal, Jr., competiu nos Jogos Olímpicos de Verão de 1912.